# Campionati europei di badminton 1976
I Campionati europei di badminton 1976 si sono svolti a Dublino, in Irlanda. È stata la 5ª edizione del torneo dalla Badminton Europe.

## Podi
| Evento              | Oro                              | Argento                            | Bronzo                                 |
| Singolare maschile  | Flemming Delfs                   | Elo Hansen                         | Wolfgang Bochow                        |
| Singolare maschile  | Flemming Delfs                   | Elo Hansen                         | Paul Whetnall                          |
| Singolare femminile | Gillian Gilks                    | Lene Køppen                        | Susan Whetnall                         |
| Singolare femminile | Gillian Gilks                    | Lene Køppen                        | Margaret Lockwood                      |
| Doppio maschile     | Ray Stevens and Mike Tredgett    | Derek Talbot and Eddy Sutton       | Willi Braun and Roland Maywald         |
| Doppio maschile     | Ray Stevens and Mike Tredgett    | Derek Talbot and Eddy Sutton       | Bengt Fröman and Thomas Kihlström      |
| Doppio femminile    | Gillian Gilks and Susan Whetnall | Margaret Lockwood and Nora Gardner | Karin Kucki and Vera Winter            |
| Doppio femminile    | Gillian Gilks and Susan Whetnall | Margaret Lockwood and Nora Gardner | Joanna Flockhart and Christine Stewart |
| Doppio misto        | Derek Talbot and Gillian Gilks   | Steen Skovgaard and Lene Køppen    | Rob Ridder and Marjan Luesken          |
| Doppio misto        | Derek Talbot and Gillian Gilks   | Steen Skovgaard and Lene Køppen    | Mike Tredgett and Nora Gardner         |
| Gara a Squadre      | Danimarca                        | Inghilterra                        | Svezia                                 |

## Medagliere
| Posiz. | Nazione        | Oro | Argento | Bronzo | Totale |
| ------ | -------------- | --- | ------- | ------ | ------ |
| 1      | Inghilterra    | 4   | 3       | 4      | 11     |
| 2      | Danimarca      | 2   | 3       | 0      | 5      |
| 3      | Germania Ovest | 0   | 0       | 3      | 3      |
| 4      | Svezia         | 0   | 0       | 2      | 2      |
| 5      | Scozia         | 0   | 0       | 1      | 1      |
| 5      | Paesi Bassi    | 0   | 0       | 1      | 1      |
| Totale | Totale         | 6   | 6       | 11     | 23     |